# Polizeiruf 110: Die verlorene Tochter
Die verlorene Tochter ist ein deutscher Kriminalfilm von Bernd Böhlich aus dem Jahr 2011. Es ist die 320. Folge innerhalb der Filmreihe Polizeiruf 110 und der erste Fall für Hauptkommissarin Olga Lenski, der Hauptmeister Horst Krause in seinem 17. Fall zur Seite steht.

## Handlung
Die junge Kriminalhauptkommissarin Olga Lenski hat sich in ihr Heimatbundesland Brandenburg versetzen lassen. Gerade als Olga ihren Einstand geben will, bekommt sie einen dringenden Einsatz. Felix Diest, der wegen Tötung eines Polizisten verurteilt worden war, ist von einem gewährten Freigang nicht zurückgekommen. Kaum hat Olga Lenski das Kommissariat verlassen, geht eine Meldung ein, dass die fünfjährige Michelle aus dem Kindergarten verschwunden sei. Wie sich herausstellt, ist Michelle die Tochter von Anne Diest, und somit die Nichte des abgängigen Felix Diest.
Felix hat sich inzwischen Zugang zum Astrophysikalischen Labor, seiner ehemaligen Arbeitsstätte, verschafft, und bedrängt den dort angestellten Werner Linsing, seinen einstigen Kollegen. Er bittet ihn um seine Zeichnungen und meint, dass er jetzt „wieder etwas gutmachen könne“. Als Olga Lenski im Institut erscheint und Linsing nach Felix befragt, streitet er ab, noch etwas mit dem jungen Mann zu tun zu haben, deckt den gerade anwesenden Felix jedoch.
Wenig später lernt Olga Lenski Hauptmeister Horst Krause kennen. Er ist unterwegs zu Anne Diest, die als Zimmermädchen in einem Hotel arbeitet. Erst jetzt erfährt Lenski, dass Michelle Diest verschwunden ist. Sie ist irritiert. Als die Kommissarin Anne Diest nach ihrer Tochter fragt, saugt sie seelenruhig weiter Staub, erst als Lenski sie anbrüllt, dass ihre Tochter verschwunden sei, meint sie mit stoischer Ruhe, dass sie dann eben gleich mitkomme. Sie meint, sie müsse sich erst umziehen. Eine Kollegin findet sie kurz darauf über dem Waschbecken hängend mit aufgeschnittenen Pulsadern. Ein Notarztwagen bringt Anne Diest ins Krankenhaus.
Professor Ulrich Oppmann, der renommierte Leiter des Astrophysikalischen Instituts, kommt von einem Auslandsaufenthalt zurück, wo er mit einer hoch dotierten Auszeichnung für seine Arbeit geehrt wurde. Er wird am Flughafen gebührend in Empfang genommen. Auch seine Frau Elena ist da. Sie umarmt ihn und flüstert ihm ins Ohr, dass sie wisse, dass ihre gemeinsame Tochter lebe. Oppmann reagiert gereizt und verweist darauf, dass sie zu Hause darüber sprechen würden. Dort angekommen, schreien sich beide an, was darin gipfelt, dass Ulrich Oppmann seiner Frau in scharfem Ton erklärt, dass sie sich endlich damit abfinden solle, dass sie kein Kind mehr hätten.
Als Olga Lenski Anne Diest im Krankenhaus vernehmen will, erfährt sie von Krause, dass Michelle nicht das Kind von Anne sei, sondern das ihres Bruders Felix. Unter einem Vorwand schickt Olga Hauptmeister Krause aus dem Zimmer, was er ihr ziemlich übel nimmt und ihr später auch unmissverständlich sagt. Als die Kommissarin einen Anruf bekommt, dass sie zur Kastanienallee 12 kommen solle, begibt sie sich zusammen mit Krause dorthin. Dort wohnt Werner Linsing. Auf die Fragen der Beamten nach Felix Diest reagiert er ausweichend und lässt sie erst gar nicht in seine Wohnung. Er meint nur, dass Felix kurz dagewesen sei, er ihm ein paar alte Zeichnungen gegeben habe und er dann wieder gegangen sei. Diest ist jedoch bei ihm und bedroht ihn mit einem Messer. Schon fast wieder aus dem Haus, kommt Olga Lenski darauf, dass sie durch die halb geöffnete Tür in der Wohnung Rauch gesehen habe und Linsing Nichtraucher sei. Die Beamten finden Linsing über seinem Schreibtisch zusammengebrochen, er ist tot. Sie können in der Wohnung auch einen Brief von Felix an Linsing sichern, der ihm aus der Strafanstalt schrieb, „dass es ihm einfach nicht aus dem Kopf gehe, dass andere von ihrer gemeinsamen Erfindung profitieren würden“ und mit den Worten endet: „Das kann dir doch auch keine Ruhe lassen.“
Oppmann sitzt in seinem Garten, der direkt an einem großen See liegt, als ein kleines Motorschiff anlegt. Es ist Felix, der sich Oppmann nähert und ihn wissen lässt, dass er das halbe Preisgeld und die Wahrheit wolle und bedeutungsvoll hinzufügt: „Oder soll Ihre Frau sich ewig die Augen aus dem Kopf weinen?“ Er komme morgen wieder und keine Polizei, droht er noch und dreht ab. Gleich darauf telefoniert Oppmann ziemlich aufgeregt mit jemandem.
Anne Diest hat inzwischen gegen den Rat der Ärzte das Krankenhaus verlassen. Zu Hauptmeister Krause, der sich in ihrer Wohnung aufhält, meint sie, dass sie keine Ruhe habe und Felix doch, falls er auftauche, ihre Hilfe benötige, da er sonst vielleicht wieder eine Dummheit machen werde. Sie erzählt Krause, wie lieb und talentiert ihr Bruder sei und dass man ihn hereingelegt habe. Unabsichtlich verrät sie dem Beamten dabei, dass Felix ein Boot besitzt. Es ist auf einem Bild abgebildet, nach dem Krause gefragt hatte, sogar mit Namen. Horst Krause verabschiedet sich daraufhin abrupt.
Auf dem Kommissariat hat Olga Lenski inzwischen erfahren, dass Werner Linsings schwaches Herz den Aufregungen nicht gewachsen war. Er ist nicht umgebracht worden. Kurz darauf fragt Oppmanns Frau Elena nach der Kommissarin. Sie erzählt ihr, dass ein Mann sie angerufen habe, der wisse, wo ihre Tochter sei. Olga kann sich mit ihr auch auf Russisch verständigen. Dann erscheint jedoch Prof. Oppmann und nimmt seine ihm nur widerwillig folgende Frau mit. Lenski bekommt noch mit, wie sie zu ihrem Mann sagt, dass der Anrufer ihr mitgeteilt hätte, dass „ihr Mann den Preis kenne“. Die Kommissarin nimmt daraufhin Einsicht in die Akte von Marie Oppmann, die seit fünf Jahren vermisst wird. Lenski dämmert es, dass sie nach einem Kind suchen, das es überhaupt nicht gibt. Die Kommissarin begibt sich zum Institut, um erneut mit Oppmann zu sprechen. Sie fragt nach den Gründen, die zur Kündigung von Diest führten. Der Professor meint, dass Diest sich und seine eigenen Leistungen immer mehr überschätzt habe, dass der Grund der Kündigung allerdings der tödliche Unfall gewesen sei, den er schuldhaft verursacht habe. Wie Lenski feststellt, war der Unfall jedoch nachmittags und Diest wurde bereits am Vormittag entlassen.
Dann bekommt Olga Lenski einen Anruf von Krause, der an der Havel ist. Sie informiert Krause, dass es ein Kind mit dem Namen Michelle Diest nicht gibt. Als die Kommissarin sieht, wie Prof. Oppmann überstürzt in sein Auto steigt, folgt sie ihm. Sie überholt den Wagen und fährt zu Anne Diest. Kurz darauf klingelt Oppmann bei der Frau. Lenski sagt Anne Diest auf den Kopf zu, dass es nur eine Marie Oppmann gebe und keine Michelle Diest. Oppmann meint, dass er wisse, wo das Kind sein könne und zu dritt fahren sie los. Diest dringt inzwischen, beobachtet von Krause, in die Villa Oppmann ein und kidnappt Elena Oppmann. Als das Trio auf dem Grundstück eintrifft, werden sie gewahr, wie Felix Diest Elena ein Messer an die Kehle hält und Oppmann damit zwingen will, den von ihm diktierten Text niederzuschreiben. Der Professor soll erklären, dass er Felix Diests Idee als seine eigene ausgegeben und sogar weiter geschwiegen hatte, als Diest vor fünf Jahren seine Tochter entführte. Diest wollte Oppmann so dazu bringen, ihm seine Erfindung „zurückzugeben“. Das tat er aber nicht und opferte aus beruflichen Ehrgeiz lieber sein eigenes Kind, welches Diest dann seiner Schwester in Obhut gab. Nachdem Oppmann nun eine Auszeichnung mit einem entsprechenden Preisgeld erhalten hatte, will Diest ihn erneut zwingen zuzugeben, dass die Erfindung des revolutionären Teleskops auf Felix’ Idee zurückgeht. Nachdem er unterzeichnet hat, stürzt Oppmann zu seiner Frau und beide nähern sich dem Boot, wo ihre Tochter wartet. Diest wird abgeführt. Lenski meint zu Krause, dass sie ihn jetzt gern einmal umarmen würde, worauf er freundlich schmunzelnd reagiert.
Mit Krause zusammen sucht Olga Lenski ein altes Haus auf, das ein Kollege verkaufen will, es soll ihr neues Zuhause werden. Krause meint, dass es zu ihr passe. Da geht ein Anruf ein: Felix Diest hat sich in seiner Zelle umgebracht. Traurig schaut die Kommissarin nach draußen.

## Produktion
Die Dreharbeiten fanden vom 20. September bis zum 16. Oktober 2010 in Potsdam und Beelitz statt.
Es ist der erste Fall für Olga Lenski (Maria Simon), die sich in ihre Heimat Brandenburg versetzen lassen hat. Ihr erstes Zusammentreffen mit Polizeihauptwachtmeister Krause (Horst Krause), dessen 17. Fall es ist, ist durchwachsen, am Ende dieser Folge aber von gegenseitigem Respekt und Sympathie geprägt.
Zuvor unterstützte Hauptmeister Krause Hauptkommissarin Johanna Herz (Imogen Kogge) bei ihren Ermittlungen.

## Rezeption

### Einschaltquote
Bei der Erstausstrahlung am 26. Juni 2011 in der ARD sahen 8,22 Mio. Zuschauer zu, was einem Marktanteil von 26,5 % entsprach.

### Kritik
Rainer Tittelbach (tittelbach.tv) meint, „dass Bernd Böhlichs Auftaktfilm kein Krimi mit Ausrufezeichen (wie die HR-‚Tatort‘-Premieren)“ sei, „Die Verlorene Tochter“ aber „solide, konzentriert,“ und „superb besetzt“ sei. Böhlich wisse, „was Potsdam brauche“. TV Spielfilm kommt zu dem Urteil: „Etwas überkonstruiert, aber sympathisch“.
Die Neue Osnabrücker Zeitung schreibt, dass „Maria Simon einen überzeugenden Einstand gibt und sich noch einige Steigerungsmöglichkeit offen lasse. Fest stehe nach der ersten Folge, dass aus dieser Kommissarin etwas werden könne“ und gibt vier von sechs Sternen.